# Проспект Миру (Київ)
У Вікіпедії є статті про інші проспекти з назвою Проспект Миру
Проспе́кт Ми́ру — проспект у Дніпровському районі міста Києва, житловий масив Соцмісто. Пролягає від Дарницької площі до бульвару Верховної Ради. 
Прилучаються проспект Соборності, вулиця Григорія Чупринки, проїзд (без назви) до вулиці Будівельників і вулиця Тампере.

## Історія
Проспект виник у 1-й третині XX століття. Був частиною вулиці 3-го Інтернаціоналу, з 1955 року — вулиця Дружби народів. Відокремлений у самостійну вулицю під сучасною назвою у 1961 році.

## Зображення

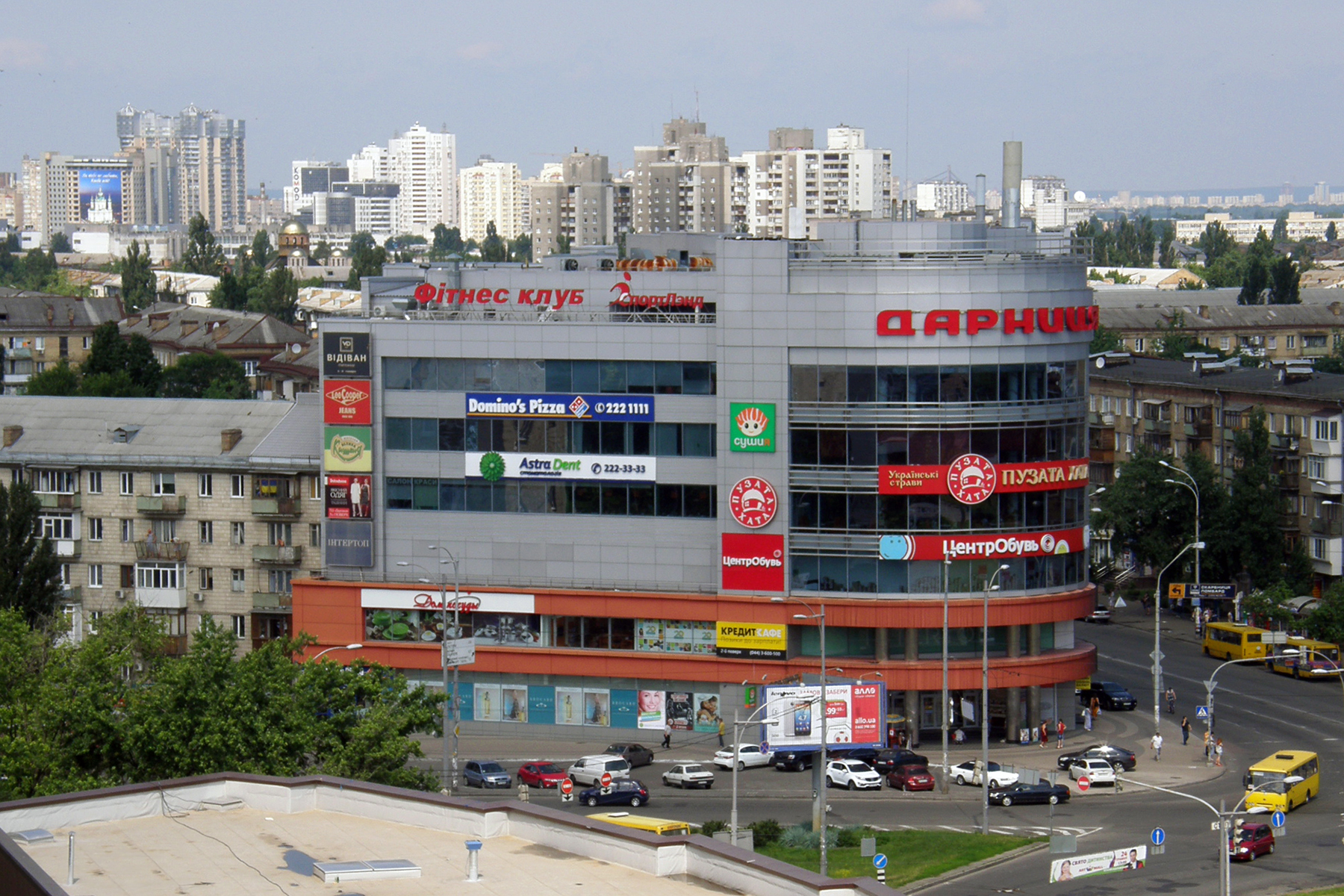
№ 1 — універмаг «Дарниця» (1963—1965, 2007)
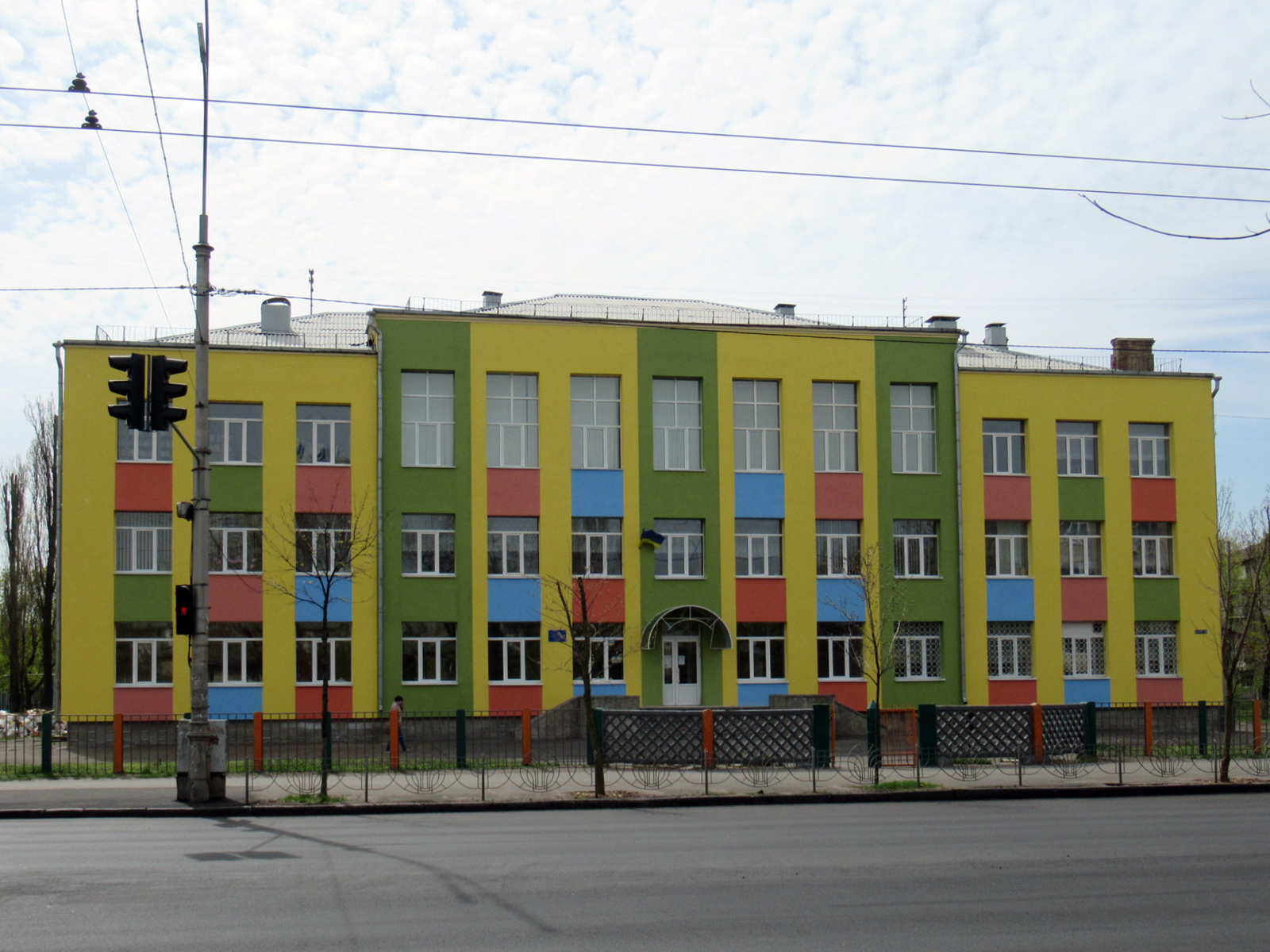
№ 11 — школа № 146, типовий проєкт 2-02-73
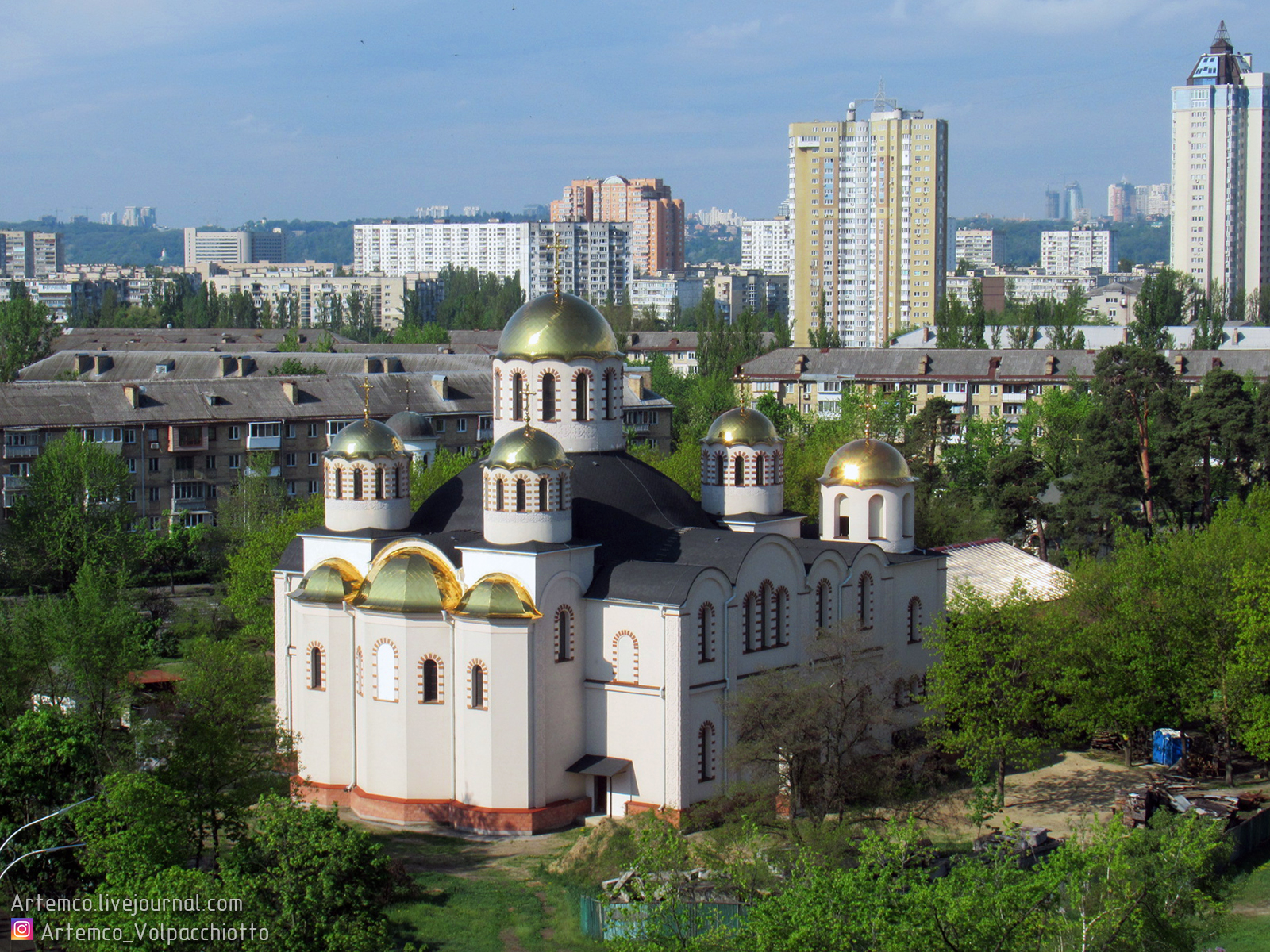
№ 16 — Собор Архангела Михаїла